# John Lundvik
John Hassim Lundvik (* 27. Januar 1983 in London) ist ein schwedischer Sänger, Musikproduzent, Synchronsprecher und ehemaliger Sprinter.

## Leben und Karriere
Lundvik wurde von einem schwedischen Paar adoptiert, welches zur Zeit seiner Geburt in London lebte. Bis zu seinem sechsten Lebensjahr wuchs er im Vereinigten Königreich auf, bevor er 1989 nach Växjö zog. Seine biologischen Eltern hat er bis heute nicht kennengelernt.

### Musikkarriere
2010 startete er seine musikalische Karriere, als er das Lied When You Tell the World You’re Mine komponierte für die Hochzeit von Victoria von Schweden und Daniel von Schweden. Darüber hinaus komponierte er Musik für Anton Ewald, Isac Elliot und Sanna Nielsen sowie für den Film Easy Money – Spür die Angst. Auch für die schwedische Serie Empire.
2016 nahm er an der Sendung Allsång på Skansen teil, wo er zusammen mit Lill Lindfors ein Duett vorstellte. Zwei Jahre später nahm er am Melodifestivalen 2018 teil mit seinem Lied My Turn, womit er den dritten Platz erreichte.
2019 nahm er am Melodifestivalen 2019 mit seinem Lied Too Late for Love teil, womit er direkt in das Finale am 9. März 2019 einzog und dieses auch gewann. Damit vertrat er Schweden beim Eurovision Song Contest 2019 in Tel Aviv, Israel. Er erreichte dort im Finale den fünften Platz. Darüber hinaus konnte er als Komponist die britische Vorentscheidung zum ESC 2019 Eurovision 2019: You Decide gewinnen. Das Lied Bigger Than Us hat Lundvik zusammen mit Laurell Barker, Anna-Klara Folin und Jonas Thander geschrieben. Interpretiert wird es von Michael Rice.
2022 nahm Lundvik erneut am Melodifestivalen teil. Er erreichte mit seinem Lied Änglavakt im Finale den achten Platz.

### Sportkarriere
Neben seiner Musikkarriere war Lundvik auch als Sprinter aktiv. 2005 war er Teil des 4-mal-100-Meter-Staffel Teams IFK Växjö, womit er 2005 die Bronzemedaille bei den schwedischen Meisterschaften holte. Seine persönlichen Bestzeiten sind folgende:
- 60 Meter Lauf: 6,99 Sekunden (Växjö, 3. Februar 2002)
- 100 Meter Lauf: 10,84 Sekunden (Karlskrona, 12. Juni 2006)
- 200 Meter Lauf: 22,42 Sekunden (Vellinge, 17. August 2003)

### Filmkarriere
- 2019: Der König der Löwen (schwedische Stimme Simba)

## Diskografie
EPs
- 2019: My Turn

Singles
- 2015: Friday Saturday Sunday
- 2016: Love Your Body
- 2016: All About the Games
- 2017: With You
- 2018: My Turn
- 2019: Too Late for Love
- 2025: Voice of the Silent

Gastbeiträge
- 2019: Open Your Eyes (MARC feat. John Lundvik)